# Рачківська сільська рада (Чуднівський район)
Рачківська сільська рада — колишня адміністративно-територіальна одиниця та орган місцевого самоврядування у Янушпільському, Чуднівському і Бердичівському районах Житомирської і Волинської округ, Вінницької й Житомирської областей Української РСР та України з адміністративним центром у с. Рачки.

## Населені пункти
Сільській раді були підпорядковані населені пункти:
- с. Рачки

## Населення
Кількість населення ради станом на 1923 рік становила 1 696 осіб, кількість дворів — 386.
Відповідно до перепису населення СРСР, станом на 17 грудня 1926 року, чисельність населення ради становила 1 995 осіб, з них, за статтю: чоловіків — 992, жінок — 1 003, етнічний склад: українців — 1 912, росіян — 9, євреїв — 4, поляків — 70. Кількість господарств — 449, з них несільського типу — 23.
Відповідно до результатів перепису населення СРСР, кількість населення ради станом на 12 січня 1989 року становила 709 осіб.
Станом на 5 грудня 2001 року, відповідно до перепису населення України, кількість мешканців сільської ради становила 571 особу.

## Склад ради
Рада складалася з 12 депутатів та голови.

### Керівний склад сільської ради
| ПІБ                           | Основні відомості                                                                       | Дата обрання | Дата звільнення |
| ----------------------------- | --------------------------------------------------------------------------------------- | ------------ | --------------- |
| Кострикова Віра Володимирівна | Сільський голова, 1961 року народження, освіта, член народної партії                    | 26.03.2006   | 31.10.2010      |
| Кострикова Віра Володимирівна | Сільський голова, 1961 року народження, освіта середня спеціальна, член Партії регіонів | 31.10.2010   |                 |

Примітка: таблиця складена за даними джерела

## Історія
Створена 1923 року в складі сіл Пилипки, Рачки та хутора Собищанського Озадівської волості Житомирського повіту Волинської губернії. Станом на 17 грудня 1926 року в підпорядкуванні значилися хутори Пилипівська ферма та Плакса. На 1 жовтня 1941 року хутори Пилипівська ферма, Плакса та Собищанського не перебували на обліку населених пунктів.
Станом на 1 вересня 1946 року входила до складу Чуднівського району Житомирської області, на обліку в раді перебували села Пилипки та Рачки.
29 червня 1960 року, відповідно до рішення Житомирського облвиконкому № 683 «Про об'єднання деяких населених пунктів в районах області», с. Пилипки об'єднане із с. Рачки.
На 1 січня 1972 року сільська рада входила до складу Чуднівського району Житомирської області, на обліку в раді перебувало с. Рачки.
24 грудня 2019 року територія та населені пункти ради увійшли до складу новоствореної Великокоровинецької селищної територіальної громади Чуднівського району Житомирської області. Ліквідована 17 липня 2020 року.
Входила до складу Янушпільського (7.03.1923 р.), Чуднівського (17.06.1925 р., 8.12.1966 р.) та Бердичівського (30.12.1962 р.) районів.